# Rožaje
Rožaje (en idioma montenegrino: Рожаје) es una ciudad situada en la zona del noreste de la República de Montenegro, es la capital y ciudad más importante del municipio homónimo. Cada año, el 30 de septiembre se conmemora su fundación. 

## Población y Geografía
Rožaje es el centro del municipio de Rožaje, uno de los 24 municipios de Montenegro.
Según el censo de 2003, tenía una población de 9.121 personas (por lo que la densidad poblacional era de cincuenta y cinco habitantes por cada kilómetro cuadrado). En 2011, la población había ascendido un 4'89%, hasta los 9.567 habitantes.
Rodeada de colinas al oeste y montañas al este (en particular el monte Hajla), la ciudad está dividida por la mitad. En ella nace el río Ibar, que da nombre a los clubes deportivos locales FK Ibar de fútbol, el KK Ibar de baloncesto y OK Ibar de voleibol.